# Cenang
Cenang is een bestuurslaag in het regentschap Brebes van de provincie Midden-Java, Indonesië. Cenang telt 6937 inwoners (volkstelling 2010).